# プリズム・プリンセス〜ふたりの姫騎士と股間の紋章〜
『プリズム・プリンセス〜ふたりの姫騎士と股間の紋章〜』（プリズム・プリンセス ふたりのひめきしとこかんのもんしょう）は2014年12月26日にぱじゃまソフトより発売されたアダルトゲームである。

## 概要
ぱじゃまソフトの代表作であるプリズムシリーズの一つである本作は、異世界から現れた二人の姫君が主人公を巡って恋の火花を散らすアドベンチャーゲームとなっている。
シリーズの特徴である笑い・感動・熱き闘いに満ちた王道ラブコメディ路線を貫きつつも、コメディに重きが置かれており、学園を舞台としたスラップスティック・コメディ作品に仕上がっている。
また、Hシーンの一部にはアニメーションを用いている。

## 物語
引きこもりの青年・柏木 ナオトのもとに全裸の女がいきなり現れては彼の股間に触れ、彼を魔王の息子だと断言し、取り出した剣で彼に斬りかかった。
そこへ別の全裸の女が現れて窮地を救い、護衛として彼のもとに住み着いた。
ただでさえ異様な状況の中、ナオトの双子の妹・亜依やナオトの幼馴染であるご当地アイドル・椎名 歌帆までもがこの騒動に加わり、事態はより異様さを増していった。

## 登場人物

### メインキャラクター
柏木 ナオト（かしわぎ ナオト）
本作の主人公。自宅警備員を自称する引きこもり。
プリム＝プリーシス
声：榊原ゆい
自らのいる世界を救うべく、魔王の息子であるナオトを倒しに押しかけてきた女性。親切で真面目だが、短気なうえ浮世離れしている。
ティアナ＝リュミエール
声：shizuku
異世界からナオトの護衛として現れた女性で、プリムとは対立関係にある。元いた世界ではある王国の王女で、大剣を操る戦士としてもよく知られていた。感情の起伏はあまり激しくないが、ナオトの母に助けられた恩義もあり、彼に対しては忠実で献身的。
椎名 歌帆（しいな かほ）
声：星乃椎花
ナオトの幼馴染である人気ご当地アイドル。実家は教会であり、コンサートは布教も兼ねている。
柏木 亜依（かしわぎ あい）
声：小倉結衣
ナオトの双子の妹。ブラコンな上厨二病を抱えている。魔法使いであることを自称しており、実際魔法が使える。

### サブキャラクター
日向 紅亜（ひなた くれあ）
声：桃井穂美
ナオトたちのクラスメートで学園の生徒会長。委員長と呼ばれている。
早坂 百合花（はやさか ゆりか）
声：北見六花
ナオトたちのクラス担任。実は異世界からの来訪者を監視する国家の防衛機関の士官。教員免許は取得している。
ポチ
声：宮健一
柏木家の飼い犬で、その正体は魔王のペットだったドラゴン。
柏木 鬼切（かしわぎ おにきり）
声：小笠原鷹男
ナオトと亜依の祖父で寺の住職。実際には2人と血の繋がりがなく、本当の両親から預かって祖父として育ててきた。

## スタッフ
- キャラクターデザイン・原画：大野哲也、笹井さじ
- シナリオ：笠間裕之、北原幸彦、歌鳥一、田村壱成、大嶌宙、高橋ヒデマロ、ひづめ、髪ノ毛座

## 主題歌
オープニングテーマ
「Promising Observation」
作詞 - 松島詩史 / 作曲 - 友永香鈴 / 編曲 - 友永香鈴、仁堂敦 / 歌 - 榊原ゆい
エンディングテーマ
「キミとなら〜輝きだすプリズム〜」
作詞 - 大島はるな / 作曲 - 斎藤悠弥 / 編曲 - 斎藤悠弥、N@oki / 歌 - 大島はるな
キャラクターイメージソング：プリム
「曖昧 love you」
作詞 - 光海ひろあき。 / 作編曲 - N@oki / 歌 - 長尾知衣美
キャラクターイメージソング：ティア
「本当の私」
作詞 - 大島はるな / 作曲 - s-treasure / 編曲 - 斎藤悠弥 / 歌 - 福永幸海
キャラクターイメージソング：椎名歌帆
「With your smile」
作詞 - CoCo / 作編曲 - N@oki / 歌 - てこ
キャラクターイメージソング：亜依
「夢色 Jumpin’」
作詞 - ryosaku.k / 作編曲 - s-treasure / 歌 - ぴよひな

## インターネット配信
ぱじゃまソフトの魅力を皆様にお伝えする『プリプリパーティー』と題して、ニコニコ生放送にて2014年7月29日から12月23日まで配信された。全8回。
パーソナリティは、小倉結衣（柏木亜依役）とshizuku（ティアナ＝リュミエール役）。ゲストには榊原ゆい（プリム＝プリーシス役）、大野哲也（原画家）が出演した。
放送内容は各レギュラーコーナーに加え、本作の世界観やキャラクターの紹介、制作裏話など。